# ムンダ (ソロモン諸島)

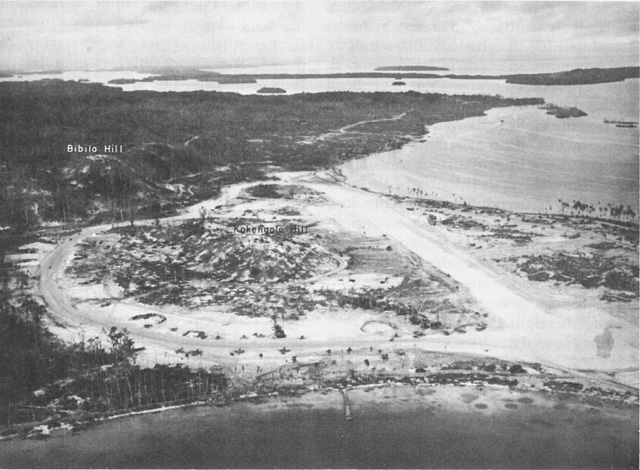
1943年のムンダ飛行場

ムンダ（Munda）はソロモン諸島・西部州（Western Province）に属するニュージョージア島で最大の居住地で、多くの村から成る。同島西部の南西端にあり、ムンダ・ポイントと呼ばれる場所に位置する。その沖すぐには大きなロビアナ・ラグーン（Roviana Lagoon）が存在する。人口は約4千人（2019年推計）。

## 歴史
ムンダ・ポイントは元々イギリス人のノーマン・ホイートリー（Norman Wheatley）によって開かれたココナツ農場で、後にオーストラリア人のレスリー・ギル（Lesley Gill）が所有した。第二次世界大戦中にはガダルカナル島攻略の足場として日本軍が滑走路を建設した。1942年11月24日に輸送船団がムンダ・ポイントに入港して滑走路の工事を始め、それはケーブルで浮かせたヤシ林で空から慎重に隠されていた。12月3日にアメリカ軍は航空機から滑走路を発見し、12月9日にB-17爆撃機で初めて爆撃が行われた。しかしながら、空と海からの定期的な爆撃、砲撃にもかかわらず日本軍によって滑走路の使用が続けられた。
1943年1月25日、軍務部総長永野修身が昭和天皇に戦況を奏上する中で、ムンダ基地の放棄を容認する如くの発言をしたところ、天皇から懸念を示され侍従武官長が確認をとることとなった、後日、海軍は撤退する考えがないことを侍従武官長に申し入れた。
一方、アメリカ軍のニュージョージア島の戦いは1943年7月にムンダを陸上から包囲し、8月6日に滑走路を占領するまで続いた（ムンダの戦い）。滑走路は今日でも使われていて、毎日ホニアラとギゾからの航空便がある。

## 地理
ムンダで最大の村、ランベテ（Lambete）には現在多くの店がある。また国立ソロモン銀行、郵便局、電話局、滑走路、小さな港がある。ムンダの海岸沿いに現在では唯一の旅行者向け宿泊施設で小さなホテルであるアグネス・ロッジ(Agnes Lodge)がある。そこには地方的なバーのムンダ・バー（Munda Bar）、ダイビングショップであるダイブ・ムンダ（Dive Munda）、地方のボート旅行会社であるゴー・ウェスト・ツアーズ（Go West Tours）がある。
ムンダの医療はヘレナ・ゴールディ病院が受け持つ。ランベテ西の小さい病院で、ここは元々メソジスト教派の宣教師、聖J.F.ゴールディが開業し、病院名は妻の名にちなんで名付けられた。病院はオーストラリア人とイギリス人医大生が選択科目の教科を修了する一般的な場所である。
ムンダからギゾへは船で1、2時間、ソロモン航空の軽飛行機で15分である。またホニアラへは同じく軽飛行機で1時間のフライトである。